# Kutakan
Kutakan (en arménien Կուտական ; jusqu'en 1968 Janahmed) est une communauté rurale du marz de Gegharkunik, en Arménie. Comprenant également la localité de Zariver (anciennement Aghyokhush), elle compte 261 habitants en 2008.